# لو (بييمونتي)
لو (بالإيطالية: Lu)‏ هي بلدية في مقاطعة ألساندريا في إقليم بييمونتي في إيطاليا.

## السكان
في سنة 1861 بلغ عدد السكان 3٬774 نسمة، وتطور العدد ليصل في سنة 2011 لـ 1٬181 نسمة.
يظهر هذا المخطط البياني تطور النمو السكاني لـ لو (بييمونتي)